# Алабуга-Волокно
«Алабуга-Волокно» — завод по производству углеродного волокна на основе полиакрилонитрильной нити, расположенный в особой экономическая зона (ОЭЗ) промышленно-производственного типа «Алабуга» в Елабужском районе Республики Татарстан.

## История
Официальное открытие предприятия, строительство которого началось в 2012 году, состоялось 15 мая 2015 года. Завод основан "Холдинговой компанией «Композит» по заказу ГК «Росатом». Отмечалось, что выход предприятия на полную мощность (до 2 тыс. тонн в год) позволит РФ занять 2 % мирового рынка углеродного волокна, а в перспективе — до 7 %. Поскольку на момент открытия завода ёмкость отечественного рынка углеродного волокна составляла 500 тонн, основное назначение сбыта продукции — экспорт.
Весной 2016 года на заводе, объём продукции которого превысил 1,4 тонн в год, произошла реструктуризация управления. 31 марта истёк срок действия контракта между Госкорпорацией «Росатом» и ХК «Композит», после чего «Алабуга-Волокно» (вместе с остальными композитными активами Росатома) перешло под прямым управлением АО "НПК «Химпроминжиниринг» (бренд UMATEX Group), управляющей компании вновь созданного дивизиона «Перспективные материалы и технологии» Госкорпорации «Росатом». С момента запуска на предприятии налажено производство промышленных партий углеродного волокна торговой марки Umatex UMT 42-12K-EP и Umatex UMT 45-12K-EP. Ранее, в феврале 2016 года произошла первая экспортная отгрузка продукции предприятия в КНР. Предполагается, что к 2024 году будет обеспечено полное импортозамещение в сфере полимеров.
В феврале 2021 года в присутствии вице-премьера Юрия Борисова и президента Республики Татарстан Рустама Минниханова была открыта вторая очередь завода «Алабуга-Волокно».

## Развитие производства
В ноябре 2021 году в ОЭЗ «Алабуга» структурами Росатома был открыт первый в России завод по производству стратегического сырья для углеродного волокна (ПАН-прекурсоров) мощностью до 5 тысяч тонн полиакрилонитрильного волокна в год. Общая стоимость проекта, реализованного за три года — 8,5 млрд рублей (госкорпорация «Росатом» — 5,2 млрд рублей), ОЭЗ «Алабуга» — 3 млрд рублей, инфраструктура промышленной площадки), а также Минпромторг России. Запуск нового предприятия полностью замкнул технологическую цепочку выпуска композитных материалов из углеродного волокна. По данным руководства Росатома, за пять лет композитная отрасль с 80 % импорта выросла до 90 % композитов отечественного производства.

## Санкции
24 февраля 2023 года, в годовщину начала российского вторжения на Украину, завод внесен в санкционный список США. Ранее, 5 февраля 2023 года, завод был включен в санкционный список Украины.